# 1662 en science
| Années de la science : 1659 - 1660 - 1661 - 1662 - 1663 - 1664 - 1665    |
| Décennies de la science : 1630 - 1640 - 1650 - 1660 - 1670 - 1680 - 1690 |

Cet article présente les faits marquants de l'année 1662 en science.

## Événements

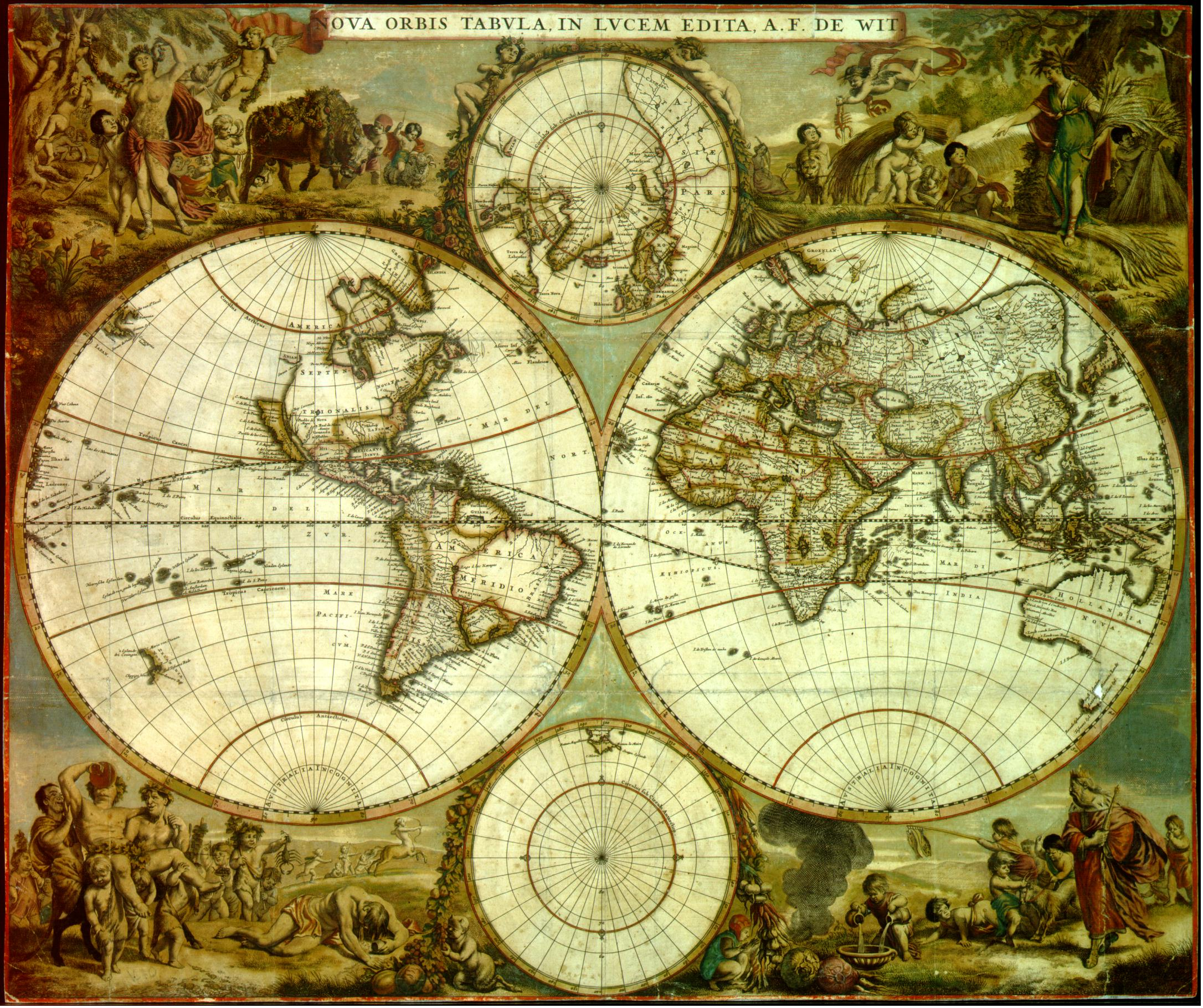
Nova Orbis Tabula in Lucem Edita, planisphère de Frederick de Wit, 1662

- 7 février : inauguration, aux Tuileries, de la salle des machines (salle de spectacles) avec l’Ercole amante de Cavalli[1].
- 15 juillet : la Royal Society reçoit une charte royale en Angleterre[2] (John Locke, Robert Hooke, Edmond Halley, Isaac Newton, sir Christopher Wren, Robert Boyle, John Ray).

- Friederich Staedtler commence à fabriquer des crayons de graphite à Nuremberg[3].

## Publications
- Observations naturelles et politiques sur les bulletins de mortalité, du statisticien britannique John Graunt (1620-1674) qui a étudié systématiquement les décès enregistrés dans les paroisses de Londres.

## Naissances
- avril : Giovanni Girolamo Zannichelli  (mort en 1729), pharmacologue, chimiste et botaniste italien,
- 13 décembre : Francesco Bianchini (mort en 1729), philosophe et scientifique italien.

## Décès

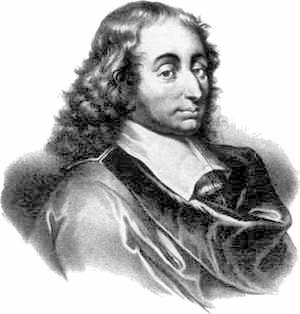
Blaise Pascal

- 17 avril : Antonio Santini (né en 1577), astronome et mathématicien italien.
- 22 avril : John Tradescant le Jeune (né en 1608), botaniste anglais.
- 27 juin : Laurent Rooke (né en 1620), astronome et mathématicien anglais.
- 15 août : Vespasien Robin (né en 1579), botaniste français, fils de Jean Robin (1550-1629).
- 19 août : Blaise Pascal (né en 1623), mathématicien, physicien, philosophe, moraliste et théologien français. Il contribua de manière importante à la construction d’une calculatrice mécanique (la « Pascaline ») et à l’étude des fluides.  En mathématiques, il  est connu pour son traité de géométrie projective et sa correspondance, à partir de 1654, avec Pierre de Fermat (c. 1600 - 1665) à propos de la théorie des probabilités.